# پارسمن ششم
پارسمن ششم (به گرجی: ფარსმან VI، به لاتین Pharasmanes)، از سلسله خسرویانی‌ها، در ۵۶۱ پادشاه پادشاهی ایبری (کارتلی، شرق گرجستان) شد. مدت زمان سلطنت وی مشخص نیست. قدرت سلطنتی در آن زمان عمدتاً اسمی بود زیرا شاهنشاهی ساسانی بر ایبری تسلط داشت.
او خواهرزاده پارسمن پنجم، پادشاه پیش از خود بود. پسرش، باکور سوم، جانشین پارسمن ششم شد.